# Eccellenza Calabria 2019-2020
Il campionato italiano di calcio di Eccellenza regionale 2019-2020 è il ventinovesimo organizzato in Italia. Rappresenta il quinto livello del calcio italiano.
È composto da un girone di 16 squadre, organizzato dal Comitato Regionale della regione Calabria.
A causa della pandemia di COVID-19 in Italia, la F.I.G.C. ha deciso per la sospensione definitiva del torneo al 
1º Marzo 2020.

## Squadre partecipanti
| Club                             | Città                              | Stadio                                         | Stagione precedente                           |
| -------------------------------- | ---------------------------------- | ---------------------------------------------- | --------------------------------------------- |
| A.S.D. Bocale Calcio Admo        | Reggio Calabria (Bocale)           | Stadio Campoli                                 | 4ª in Eccellenza                              |
| A.S.D. Bovalinese                | Bovalino (RC)                      | Stadio Lollò Cartisano                         | 7ª in Eccellenza                              |
| A.S.D. Cotronei 1994             | Cotronei (KR)                      | Stadio Salvatore Baffa                         | 5ª in Eccellenza                              |
| A.S.D. Gallico Catona 2018       | Reggio Calabria (Gallico e Catona) | Stadio Giuseppe Lopresti                       | 11ª in Eccellenza                             |
| F.C. Isola Capo Rizzuto          | Isola Capo Rizzuto (KR)            | Stadio Sant'Antonio                            | 9ª in Eccellenza                              |
| A.C. Locri 1909                  | Locri (RC)                         | Stadio comunale Barone Giuseppe Raffaele Macrì | 15ª in Serie D/I, retrocesso dopo i play-out. |
| A.C.D. Morrone                   | Cosenza                            | Centro sportivo Morrone                        | 1ª in Promozione/A                            |
| U.S.D. Paolana                   | Paola (CS)                         | Stadio Eugenio Tarsitano                       | 10ª in Eccellenza                             |
| A.S.D. ReggioMediterranea        | Reggio Calabria (Ravagnese)        | Stadio Parco Longhi Bovetto                    | 2ª in Eccellenza                              |
| A.S.D. Sambiase Lamezia 1923     | Sambiase di Lamezia Terme (CZ)     | Stadio Gianni Renda                            | 2ª in Promozione/A. Promosso dopo i play-off. |
| A.S.D. San Luca                  | San Luca (RC)                      | Stadio Corrado Alvaro                          | 1ª in Promozione/B. Promosso                  |
| U.S.D. Scalea Calcio 1912        | Scalea (CS)                        | Stadio Domenico Longobucco                     | 8ª in Eccellenza                              |
| A.S.D. Sersale Calcio 1975       | Sersale (CZ)                       | Stadio Ferrarizzi                              | 12ª in Eccellenza                             |
| A.G.S.D. Soriano 2010            | Soriano Calabro (VV)               | Stadio Alexandra Primerano                     | 13ª in Eccellenza                             |
| A.S.D. Trebisacce                | Trebisacce (CS)                    | Stadio Giuseppe Amerise                        | 6ª in Eccellenza                              |
| A.S.D. Vigor Lamezia Calcio 1919 | Lamezia Terme (CZ)                 | Stadio Guido D'Ippolito                        | 3ª in Promozione/A. Ripescata                 |

## Classifica finale
|  | Pos. | Squadra            | Pt | G  | V  | N  | P  | GF | GS | DR  |
|  | ---- | ------------------ | -- | -- | -- | -- | -- | -- | -- | --- |
|  | 1.   | San Luca           | 52 | 24 | 14 | 10 | 0  | 40 | 9  | +31 |
|  | 2.   | Reggiomediterranea | 49 | 24 | 14 | 7  | 3  | 36 | 18 | +18 |
|  | 3.   | Vigor Lamezia      | 45 | 24 | 11 | 12 | 1  | 37 | 18 | +19 |
|  | 4.   | Sersale            | 44 | 24 | 12 | 8  | 4  | 51 | 31 | +20 |
|  | 5.   | Sambiase           | 36 | 24 | 8  | 12 | 4  | 35 | 25 | +10 |
|  | 6.   | Morrone Cosenza    | 35 | 24 | 10 | 5  | 9  | 36 | 29 | +7  |
|  | 7.   | Isola Capo Rizzuto | 34 | 24 | 8  | 10 | 6  | 30 | 29 | +1  |
|  | 8.   | Locri (-3)         | 31 | 24 | 8  | 10 | 6  | 38 | 27 | +11 |
|  | 9.   | Scalea             | 31 | 24 | 8  | 7  | 9  | 20 | 25 | -5  |
|  | 10.  | Bocale             | 27 | 24 | 5  | 12 | 7  | 25 | 29 | -4  |
|  | 11.  | Gallico Catona     | 24 | 24 | 6  | 6  | 12 | 17 | 28 | -11 |
|  | 12.  | Paolana            | 23 | 24 | 6  | 5  | 13 | 21 | 33 | -12 |
|  | 13.  | Soriano            | 23 | 24 | 6  | 5  | 13 | 25 | 36 | -11 |
|  | 14.  | Bovalinese         | 19 | 24 | 4  | 7  | 13 | 21 | 44 | -23 |
|  | 15.  | Cotronei (-1)      | 19 | 24 | 6  | 2  | 16 | 24 | 51 | -27 |
|  | 16.  | Trebisacce         | 17 | 24 | 3  | 8  | 13 | 25 | 49 | -24 |

Legenda:
      Promossa in Serie D.
      Retrocessa in Promozione.
Regolamento:
Tre punti a vittoria, uno a pareggio, zero a sconfitta.
In caso di arrivo di due o più squadre a pari punti, la graduatoria verrà stilata secondo la classifica avulsa tra le squadre interessate che prevede, in ordine, i seguenti criteri:
- Punti negli scontri diretti
- Differenza reti negli scontri diretti
- Differenza reti generale
- Reti realizzate in generale
- Sorteggio

Note:
Il Locri ha scontato 3 punti di penalizzazione
Il Cotronei ha scontato 1 punto di penalizzazione.

## Risultati

### Tabellone
I match non disputati sono tutti stati annullati, come deciso dal Consiglio Federale della FIGC, a causa della pandemia di COVID-19.
|                    | BOC  | BOV  | COT  | GAL  | ICR  | LOC  | MOR  | PAO  | REG  | SAM  | SAN  | SCA  | SER  | SOR  | TRE  | VIG  |
| ------------------ | ---- | ---- | ---- | ---- | ---- | ---- | ---- | ---- | ---- | ---- | ---- | ---- | ---- | ---- | ---- | ---- |
| Bocale             | –––– | n.d. | n.d. | 1-0  | 1-1  | 1-2  | n.d. | 3-0  | 0-1  | 0-0  | 1-1  | 0-0  | 2-4  | 1-1  | 3-2  | 1-1  |
| Bovalinese         | 1-1  | –––– | n.d. | 1-1  | 1-1  | 0-4  | 2-1  | 2-0  | 0-2  | 1-4  | n.d. | 1-0  | 1-2  | 1-1  | 2-1  | n.d. |
| Cotronei           | 1-2  | 3-2  | –––– | 1-0  | 0-1  | 1-6  | 3-1  | 3-1  | 1-2  | 2-5  | 0-2  | 0-0  | 1-4  | 1-0  | n.d. | n.d. |
| Gallico Catona     | n.d. | 1-0  | 3-0  | –––– | n.d. | 1-0  | 3-1  | n.d. | 1-2  | 1-1  | 0-0  | 0-1  | 1-1  | 2-1  | 1-0  | 1-1  |
| Isola Capo Rizzuto | 1-1  | 1-1  | n.d. | 3-0  | –––– | 3-1  | n.d. | 3-2  | 2-0  | 0-0  | 0-2  | n.d. | 0-0  | 4-2  | 1-0  | 1-1  |
| Locri              | 3-0  | 3-0  | 2-0  | n.d. | 0-2  | –––– | 1-5  | 1-1  | n.d. | 1-1  | 0-0  | 0-0  | 0-0  | n.d. | 2-1  | 1-2  |
| Morrone            | 1-1  | 3-0  | 0-1  | 3-0  | 4-0  | n.d. | –––– | 0-0  | 1-1  | 1-0  | 1-2  | 1-0  | 4-2  | 2-0  | n.d. | n.d. |
| Paolana            | 2-0  | 3-0  | 3-1  | 1-0  | 0-0  | 0-3  | n.d. | –––– | 0-2  | 1-2  | n.d. | n.d. | 2-4  | 1-0  | 0-1  | 1-1  |
| ReggioMediterranea | 1-0  | 3-1  | 4-1  | 0-0  | n.d. | 2-1  | 0-0  | n.d. | –––– | 2-2  | 0-3  | 3-0  | n.d. | 1-0  | 3-0  | 1-1  |
| Sambiase           | 0-1  | n.d. | 3-1  | n.d. | 1-1  | 0-0  | 1-1  | 2-0  | n.d. | –––– | 1-1  | 2-0  | n.d. | 1-0  | 3-0  | 1-1  |
| San Luca           | 0-0  | 1-1  | 3-1  | 2-0  | 4-0  | n.d. | 1-0  | 1-0  | n.d. | n.d. | –––– | 4-1  | 2-0  | 1-0  | 4-0  | 0-0  |
| Scalea             | 2-2  | 1-0  | 2-1  | 1-0  | 1-0  | n.d. | 4-1  | 0-1  | 0-0  | n.d. | 0-0  | –––– | 2-2  | 1-0  | n.d. | 1-2  |
| Sersale            | 2-1  | n.d. | 2-0  | 3-1  | 3-2  | 2-2  | 2-1  | n.d. | 1-2  | 5-1  | n.d. | -    | –––– | 7-2  | 1-1  | 1-1  |
| Soriano            | n.d. | 2-0  | n.d. | 1-0  | n.d. | 2-2  | 1-2  | 2-1  | 1-0  | 2-2  | 0-3  | 3-1  | 0-0  | –––– | 4-1  | 0-1  |
| Trebisacce         | 2-2  | 2-2  | 1-1  | n.d. | 2-1  | 2-2  | 1-2  | 0-0  | 2-2  | 2-1  | 3-3  | 1-2  | 0-2  | n.d. | –––– | n.d. |
| Vigor Lamezia      | n.d. | 3-1  | 2-0  | 3-0  | 2-2  | 1-1  | 3-0  | 2-1  | 0-2  | 1-1  | 0-0  | 1-0  | 2-1  | n.d. | 5-0  | –––– |